# Rumelikavağı
Rumelikavağı és una mahalle del districte de Sarıyer, a Istanbul (Turquia). Està situat a la confluència del Bòsfor i la mar Negra. És la darrera parada del transbordador a la costa septentrional europea del Bòsfor. El port està ple de restaurants de peix amb marisc fresc.
Al turó que domina el poble queden algunes restes de l'antic castell Imros Kalesi, construït per Manuel I Comnè al segle xii. Just al davant a l'altra vora del Bòsfor hi ha el castell de Yoros.